# دی‌فنیل دی‌سولفید
دی‌فنیل دی‌سولفید (به انگلیسی: Diphenyl disulfide) با فرمول شیمیایی C۱۲H۱۰S۲ یک ترکیب شیمیایی با شناسه پاب‌کم ۱۳۴۳۶ است. که جرم مولی آن ۲۱۸٫۳۶ g/mol می‌باشد. شکل ظاهری این ترکیب، بلورهای بی‌رنگ است.